# Campo Nuevo (Cárdenas)
Campo Nuevo es un ejido del municipio de Cárdenas ubicado en la subregión de la Chontalpa del estado mexicano de Tabasco.

## Geografía
La localidad se ubica a 38.9 kilómetros (en dirección oeste) de la localidad de Cárdenas, la cabecera y lugar más poblado del municipio. Se sitúa en las coordenadas geográficas 18°05′17″N 93°43′57″O / 18.088056, -93.732500, a una elevación de 1 metro sobre el nivel del mar.

## Demografía
Según el Conteo de Población y Vivienda 2020, efectuado por el Instituto Nacional de Estadística y Geografía, la localidad de Campo Nuevo tiene 342 habitantes, de los cuales 172 son del sexo masculino y 170 del sexo femenino. Su tasa de fecundidad es de 2.73 hijos por mujer y tiene 78 viviendas particulares habitadas.
| Gráfica de evolución demográfica de Campo Nuevo entre 1970 y 2020 |
|                                                                   |
| INEGI.                                                            |